# Manaca
Manaca est un corregimiento situé dans le district de Barú, province de Chiriquí, au Panama. Sa création a été établie par la loi 46 du 14 août 2018, se séparant du corregimiento de Rodolfo Aguilar Delgado. Sa capitale est Manaca Norte.